# Georg Ettl
Georg Ettl (* 31. März 1940 in Nittenau; † 3. November 2014 in Viersen) war ein deutscher Bildhauer, Maler, Objektkünstler und Kunstprofessor.

## Leben und Werk
Georg Ettl verbrachte seine Jugend in Bayern. 1959 zog er zu seinem Onkel nach Detroit. Zunächst absolvierte er dort eine Ausbildung als Werkzeugmacher und technischer Zeichner. Diese Beschäftigung wirkte sich später auf die Präzision seiner künstlerischen Arbeiten aus, die von gedanklicher und handwerklicher Disziplin gekennzeichnet sind. In Detroit studierte er von 1960 bis 1968 Kunst, Literatur und Philosophie. Zwischenzeitlich schloss er sein Philosophiestudium an der Sorbonne in Paris ab. Von 1966 bis 1973 übte er diverse Lehrtätigkeiten aus und wurde Kunstprofessor. 1973 kehrte er nach Deutschland zurück.
Ettls Werk ist sehr vielfältig. Im französischen Schloss Oiron belebte er ursprünglich vorhandene Pferdedarstellungen mit seinen Rossen wieder, er stellte Kirchenfenster her und gestaltete in Krefeld den Innenhof des Krefelder Kunstmuseums neu; er verwendete Schablonen, Computer sowie Lasertechnik; er fertigte Skulpturen, Reliefs und einen vier Meter langen Stofffries; er zeichnete und malte, arbeitete mit rostigen Eisenblechen und Beton. Ettl arbeitete minimalistisch und benutzte als Konstante häufig einige serielle Grundmotive, zum Beispiel Pferde und Köpfe.
Neben den architekturbezogenen Arbeiten gestaltete er in seinen späten Jahren Alltagsgegenstände wie Tapeten, Pfannen, Verkehrsschilder, Krawatten und Tische.
Als sein Hauptwerk gilt für viele seine Kirchenraumgestaltung der Heilig Geist Kirche in Neuss; von 1992 bis 1999 formte er die Kirche mit seinen figürlichen Bilderwelten bis in den letzten Winkel hinein. Ettl führt in Neuß das Drama theatrum mundi nach den Texten der biblischen Überlieferungen auf. Seinen Aufführenden gibt er wieder leibhaftige Gestalt. Sein Repertoire an auf Piktogramme reduzierter Gegenständlichkeit, vor allem aber seine intensive Beschäftigung mit der menschlichen Figur, deren innere Verfassung er in zahllosen Variationen herausarbeitete, befähigt ihn dazu. In Neuss spannte er einen dramatischen Bogen zwischen Bilderwelten und Weltbildern.
Der französische Staat ernannte Ettl zum Chevalier de l’Ordre des Arts et des Lettres. Ettl lebte und arbeitete mehr als dreißig Jahre in Viersen, wo er einige Jahre als Lehrer am städtischen Gymnasium tätig war.
Er liegt in einem Familiengrab auf dem Pfarrfriedhof in Viechtach begraben; dort steht ein großes Kreuz, das er eigentlich für die Ausgestaltung der Heilig-Geist-Kirche in Neuss geschaffen hatte.

## Zitat
„[Ettls Werke] erzählen nichts, aber sie provozieren das erzählerische Potential im Betrachter. Gewissermaßen sind es Epitaphe, die in eigentümlicher Ursprünglichkeit und darin schon wieder höchst artifiziell an einen sakralen Kontext erinnern, diesen jedoch in profanierender Manie ironisieren, ohne sich tatsächlich wirklich von ihm abzuwenden. Als moderne Ikonen sind sie das Abbild einer verlorenen Motiv- und Empfindungswelt, die nunmehr nur noch als ein Schema ihrer selbst bildhaften Charakter gewinnt.“

## Werke

### Architekturbezogene Projekte
- 1980 Amphitheater (Beton): Begegnungsstätte Erasmus-von-Rotterdam-Gymnasium Viersen
- 1982–85 Eingangshalle: Kreishaus, Viersen
- 1985 Kirchenfassade St. Albertus, Mönchengladbach
- 1989 Altar: Kirche St. Andreas und Matthias, Jülich
- 1990–92 Privates Schwimmbad: Haus Schulz, Viersen
- 1991–93 Chevaux d’Oiron
- 1992–99 Kirchenraumgestaltung: Heilig Geist Kirche, Neuss
- 1995 Fries (Stahl): Amtsgericht Euskirchen
- 1995 Schaufelrad (Stahlskulptur): Mäanderinsel, Grevenbroich
- 1997 Krähenzaun (Stahl): Kaiser-Wilhelm-Museum, Krefeld
- 1999 Kirchenfenster: Saint Barnard, Romans (Frankreich)
- 2003 Gestaltung: St.-Remigius-Kirche, Viersen

### Objekte und Bilder (Beispiele)
Seit 1974 bis heute: Große Tafelbilder mit Resopal und Blattgold, Betonskulpturen (z. T. mit Blattgold), Kitschmotive, Stahlzäune, gewebte Wandteppiche, Aquarelle und Wandmalereien; gusseiserne Figuren und Häuser; Zeichnungen und Emaillearbeiten; gelaserte Szenenbilder, Plastik- und Federskulpturen; Holzschnitte und Krawatten, Tische und Pfannen.

### Bücher und Ausstellungskataloge (Auswahl)
- Heinrich Heine. Mappenwerk. Zusammen mit Felix Droese, Martin Lersch, Thomas Huber. Edition Horst Jansen, Viersen 2006
- Oeuvres, Maquettes, Projets 1996–2000. F.R.A.C. Limousin, ISBN 2-908257-27-0
- Heilig Geist Kirche Neuss. (Mit Texten von Johannes Cladders und Ines Kohl). Lichtung Verlag, Regensburg 2000, ISBN 3-929517-38-8
- art, architecture. entrétiens. Château d’Oiron, Bordeaux 1997, ISBN 2-911511-03-4
- Arbeiten 1968–1989. Mit Texten (dt. u. engl.) von Johannes Cladders, Helge Drafz, Jiri Svestka. Kunstverein für die Rheinlande und Westfalen, Düsseldorf 1990, ISBN 3-925974-14-8
- BiNationale. Deutsche Kunst der späten 80er Jahre. (Ausstellungskatalog). Dumont, Köln 1988, ISBN 3-7701-2302-6
- Heimat deine Sterne. Künstler aus Ostbayern. (Ausstellungskatalog). (Mit Herbert Achternbusch). Städtische Galerie. Regensburg 1984
- Georg Ettl. (Ausstellungskatalog). Kaiser-Wilhelm-Museum, Krefeld 1983
- Other Ideas. (Ausstellungskatalog). The Detroit Institute of Arts Detroit, Michigan 1969

## Ausstellungen
- 1967 Exhibition of Michigan Sculpture, Birmingham, USA
- 1969 Detroit Institute of Arts: „Other Ideas“
- 1977 Städtisches Museum, Mönchengladbach
- 1987 Kaiser-Wilhelm-Museum, Krefeld: Installation „Musée d’Egalité“
- 1988 Museum Fridericianum, Kassel: „Schlaf der Vernunft“
- 1988–90 „BiNationale“, Düsseldorf, Boston, Minneapolis, Houston
- 1989 Nationalmuseum für westliche Kunst, Tokio, Kioto: „Color and/or Monochrome“
- 1990 Kunstverein für die Rheinlande und Westfalen, Düsseldorf
- 1991 Württembergischer Kunstverein Stuttgart: „Das Goldene Zeitalter“
- 1994 Neuer Aachener Kunstverein, Aachen
- 1996 Chàteau d’Angers, Angers
- 1999 Collégiale Saint Barnard, Romans-sur-Isère
- 2000 Fonds Régional d’Art Contemporain du Limousin: „L’humain après Picasso“
- 2003 Städtische Galerie im Park Viersen
- 2005/2006 Forum, Kreishaus Viersen